# Cyclops baicalensis
Cyclops baicalensis is een eenoogkreeftjessoort uit de familie van de Cyclopidae. De wetenschappelijke naam van de soort is voor het eerst geldig gepubliceerd in 1950 door Vassilieva.